# Georg Blumreiter

Entspannt am Fluss

Georg Blumreiter (* 1961 in Köln) ist ein deutscher Schauspieler.

## Leben
Georg Blumreiter absolvierte eine Ausbildung als Koch, Glasbläser und als Automechaniker. Danach machte er von 1985 bis 1989 an der Freiburger Schauspielschule im E-Werk eine Ausbildung zum Schauspieler. Er spielte schon in mehreren bekannten Kinderserien wie Schloß Einstein oder Tiere bis unters Dach mit. Neben seinen Rollen im Film und Fernsehen (Tatort, Babylon Berlin) spielt er auch in vielen Theaterproduktionen.

## Filmografie (Auswahl)
- 1993: Der Jubiläumsauftrag
- 1997: Tatort – Tod im All
- 1998: Nadine nackt im Bistro
- 1999: Tatort – Offene Rechnung
- 2000: Tatort – Der schwarze Ritter
- 2001: Tatort – Gute Freunde
- 2001: Ein Trick zu viel
- 2003: Großstadtrevier – Schmalspur
- 2003: Tatort – Der Prügelknabe
- 2003: Tatort – Harte Hunde
- 2004: Mit Herz und Handschellen
- 2005: Die Rosenheim-Cops – Mord im Paradies
- 2006: Tatort – Revanche
- 2006: Der Lehrer
- 2006: Bloch – Die Wut
- 2007: Tatort – Liebeshunger
- 2007: Notruf Hafenkante (Fernsehserie, Folge Fahrerflucht)
- 2007: Tatort – Schwelbrand
- 2007: Der Dicke
- 2009: Krimi.de
- 2009: Tatort – Vermisst
- 2009: Tatort – Der Gesang der toten Dinge
- 2010–2016, 2023: Tiere bis unters Dach (Kinderserie)
- 2011: Gottes mächtige Dienerin
- 2011–2015: Schloss Einstein
- 2012: Sturmfrei (Gastauftritt)
- 2013: Tatort – Spiel auf Zeit
- 2014: Ein offener Käfig
- 2014: Der Bergdoktor - In der Fremde
- 2015: Tatort – Wofür es sich zu leben lohnt
- 2016: Babylon Berlin
- 2019: Und tot bist Du! – Ein Schwarzwaldkrimi (TV-Zweiteiler)
- 2019: Die Bestatterin – Der Tod zahlt alle Schulden (Fernsehreihe)
- 2020: Irgendwann ist auch mal gut
- 2022: Tatort: Marlon (Fernsehreihe)
- 2022–2024: Tiere bis unters Dach (Kinderserie)
- 2024: 60 Minuten (Netflix)

## Theater (Auswahl)
- 1989: Arzt wider Willen
- 1992: Die Falle
- 1993: Der Narrenkarren
- 1995: Street Sceene
- 1999: Die Wildente
- 2005: Die Physiker
- 2007: Der Feind
- 2010: Der zerbrochene Krug
- 2012: Advokat Patelin
- 2015: Abgesoffen
- 2016: Romulus der Große
- 2016/2017: Zerbombt
- 2017/2018 Biedermann und die Brandstifter
- 2018 Auf hoher See
- 2019 Amphitryon
- 2019 Tod eines Handlungsreisenden
- 2022 Gottlos